# نوع الشخصية
نوع الشخصية يشير إلى التصنيف النفسي للأنواع المختلفة للأفراد. في بعض الأحيان يمكن تمييز أنواع الشخصية بواسطة سمات الشخصية، مع أن هذا الأخير يجسد تجميعاً أصغر للنزعات السلوكية. يقال في بعض الأحيان بأن الأنواع تتضمن الاختلافات النوعية بين الناس، في حين أن السمات يمكن أن تفسر الاختلافات الكمية بين الناس.
وفقا لنظريات النوع، على سبيل المثال، الانطوائيون والانبساطيون هما فئتان من الناس تختلفان اختلافا جوهريا. أما وفقا لنظريات السمات، فإن الانطواء والانبساط يشكلان طرفي محور مستمر (كبعد من عدة ابعاد لسمات الشخصية)، مع الكثير من الناس في الوسط.

## أنواع الشخصية الفعالة سريريا
تكشف أنواع الشخصية الفعالة عن زيادة معرفة وفهم الأفراد، نقيضاً لنقص المعرفة والفهم كما يحدث في حالة التنميط. الأنواع الفعالة تسمح أيضا بزيادة القدرة على التنبؤ بالمعلومات السريرية عن الناس ووضع استراتيجيات علاج فعالة.

## الأنواع مقابل الصفات
لم يتم استخدام مصطلح النوع بشكل مستمر في علم النفس وأصبح مصدرا لبعض الارتباك. وعلاوة على ذلك، فإن درجات اختبار الشخصية عادة ما تقع على شكل جرس منحنى بدلا من الوقوع في فئات مختلفة، ولذلك تلقى نظريات نوع الشخصية انتقادات كبيرة بين الباحثين النفسيين.
إحدى الدراسات التي قارنت بين إحدى أدوات النوع (مؤشر MBTI) بإحدى أداوات السمة (NEO PI-R) وجدت ان مقياس السمة هو وسيلة تخمين أفضل لإضطرابات الشخصية.
وبسبب هذه المشاكل، تراجعت نظريات النوع بشكل كبير في علم النفس. معظم الباحثين يعتقدون الآن بأنه من المستحيل شرح شخصية الإنسان الواسعة بعدد قليل من أصناف الأنواع المنفصلة. يوصي الباحثون بنماذج السمة بدلا من ذلك، مثل سمات الشخصية الخمسة الكبرى.

## نظريات النوع
- كان نظام جالينوس شكلاً مبكراً من نظرية أنواع الشخصية المزاجات الأربعة، واعتمد على أساس نموذج أبقراط للأخلاط الأربعة. كما أن نظام المزاجات الخمسة الموسع يعتمد على نفس النظرية الكلاسيكية ونشر في عام 1958.
- ومن الأمثلة على أنواع الشخصية هو نظرية الشخصية نوع A ونوع B. وفقا لهذه النظرية، يتم تصنيف الناس قليلو الصبر، الموجهون نحو تحقيق الإنجازات كأفراد من النوع A، في حين يتم تصنيف الناس سهلي المعاشرة، محبي الاسترخاء كأفراد من النوع B. بالاساس اقترحت النظرية أن الناس من النوع A أكثر عرضة لأمراض القلب التاجية، ولكن البحوث التجريبية لم تدعم هذا الادعاء.[8]
- ومن بعد هذا تم تصنيف الأفراد الذين يميلون للمشاعر السلبية في حياتهم اليومية ولا يحبذون مشاركة هذه المشاعر مع الآخرين بشخصية (د). بعد دراسة بحثية قام بها دكتور علم النفس الطبي الهولندي (جون دينوليت), وجدَ بأن 21٪ من المجتمع يمثلون شخصية (د). أما في عينة مرضى القلب فشكلوا ما نسبته 53٪ من المرضى.[9]
- لقد كان هناك دراسة لإثبات أن الناس ذوي الشخصيات من النوع A هم أكثر عرضة لتطوير اضطرابات الشخصية في حين أن الناس ذوي الشخصيات من النوع B من المرجح أن يصبحو من المدمنين على الكحول.[10]
- عالم النفس التنموي جيروم كاغان من المناصرين البارزين لنظرية النوع. وهو يقترح أن الأطفال الخجولون، والانهزاميون يملكون مزاجاً مثبطاً، الامر الذي يختلف نوعيا عن مزاج الأطفال الآخرين.[11]
- على سبيل الملاءمة، أصحاب نظريات السمة في بعض الأحيان يستخدمون مصطلح نوع لوصف شخص ذو درجات عالية أو منخفضة بشكل استثنائي في سمة شخصية معينة. يشير هانز ايسنيك إلى عوامل الشخصية فائقة التنسيق كأنواع، والصفات المرتبطة بها الأكثر تحديدا بالسمات.
- العديد من نظريات علم النفس الشعبي (على سبيل المثال،الرجال من المريخ والنساء من الزهرة، وإنيغرام) تعتمد على فكرة مميزة من أنواع مختلفة الناس.

## كارل يونغ
أبدع كارل يونغ واحدة من أكثر الأفكار تأثيرا خلال بحثه النظري نشرت هذه الفكرة في كتاب الأنواع النفسية. نشرت الطبعة الأصلية الأولى باللغة الألمانية بعنوان Psychologische Typen، من قبل دار نشر Rascher Verlag، زيورخ في عام 1921.
إن أمثلة كأنواع السوسيونيك، وتقييم MBTI ، وفارز كيرسي للأمزجة لها جذور في الفلسفة اليونغية.
زاد اهتمام يونغ في علم أنواع الشخصية من رغبته في التوفيق بين نظريات سيجموند فرويد وألفرد أدلر، ولتحديد كيف تختلف وجهة نظره الخاصة عن نظرياتهما.
كتب يونغ، «في محاولة للإجابة على هذا السؤال، خضت في مشكلة الأنواع، لأن النوع النفسي هو الذي يحدد ويحد أحكام الفرد منذ البداية.» (Jung, [1961] 1989:207)

### نظرة عامة
- علم نفس الشخصية
- اختبار الشخصية
- نظرية السمة

### ثلاث نظريات حديثة مرتبطة ارتباطا وثيقا بأنواع شخصية يونغ
- مؤشر مايرز بريغز للنوع
- السوسيونيك

### نظريات أخرى
- عناصر الشخصية الخمسة
- شخصية أ وشخصية ب